# Iridosornis porphyrocephalus
La tangara capiazul (Iridosornis porphyrocephalus), también denominada frutero de manto morado, musguerito gargantilla (en Colombia) o tangara dorsipurpúrea (en Ecuador), es una especie de ave paseriforme de la familia Thraupidae, perteneciente al  género Iridosornis. Es nativa de regiones andinas del noroeste de América del Sur. 

## Distribución y hábitat
Se distribuye en los Andes occidentales de Colombia (principalmente en la pendiente del Pacífico hacia el norte hasta el sur de Chocó), y en la parte norte de los Andes centrales (en Antioquia) y en el noroeste de Ecuador (donde se la conoce únicamente en Carchi e Imbabura, con un registro incierto en Loja en el sur).
Esta especie es considerada poco común en su hábitat natural: el estrato bajo de bosques montanos, generalmente con abundancia de musgos, principalmente entre los 1500 y 2200 m de altitud, aunque se ha encontrado entre los 750 y 2700 m.

## Estado de conservación
La tangara capiazul ha sido calificada como casi amenazada por la Unión Internacional para la Conservación de la Naturaleza (IUCN) debido a que su pequeña zona de distribución y su escasa población, todavía no cuantificada, se presumen estar en decadencia moderadamente rápida como resultado de la pérdida de hábitat. Sin embargo, todavía no está severamente fragmentada ni restringida a unas pocas localidades.

## Descripción
Alcanza 15 cm de longitud total. La mayoría del plumaje es de color azul purpurino, cada vez más azul en la parte inferior de la espalda, que puede verse con tonos verdosos al reflejar la luz. En contraste, la garganta es de color amarillo brillante, pico gris blancuzco, el hocico negruzco y el centro del vientre de color ante, que se vuelve castaño hacia la cola.

## Comportamiento
Individualmente, en pareja o en familia, busca alimento en conjunto con bandas mixtas de varias especies de tángaras, entre los 2 y 10 m de altura en el interior del bosque o en sus bordes. Generalmente se mantiene fuera de la vista, entre los árboles. Salta y observa en el follaje denso, para encontrar y comer bayas e insectos, pero no se reúne en los árboles frutales con otros frugívoros.

## Sistemática

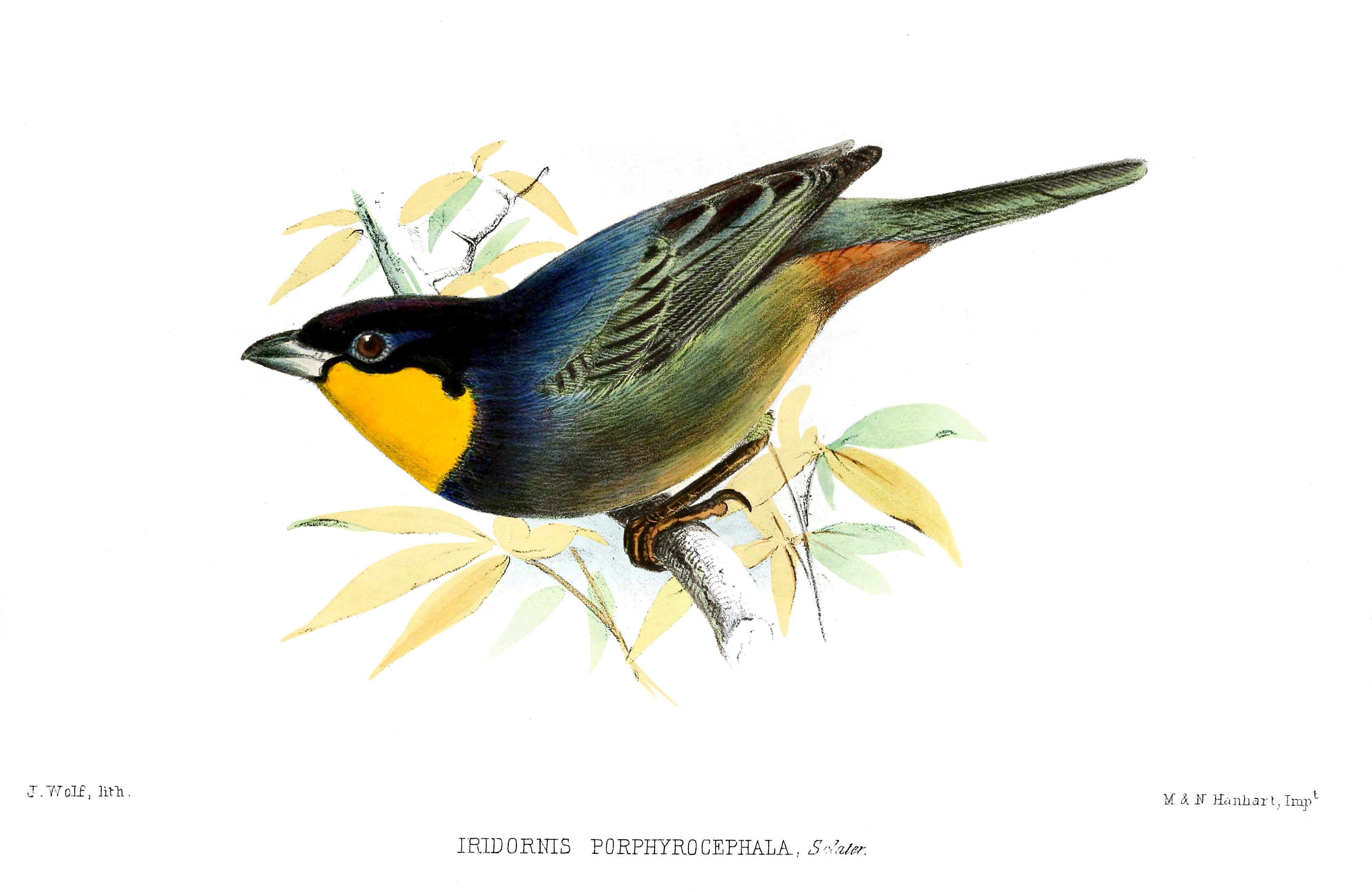
Iridornis porphyrocephala, ilustración de Wolf en Proceedings of the Zoological Society of London, 1860.

### Descripción original
La especie I. porphyrocephalus fue descrita por primera vez por el zoólogo británico Philip Lutley Sclater en 1856 bajo el nombre científico Iridornis porphyrocephala; su localidad tipo es: «vecindad de Quito, Ecuador».

### Etimología
El nombre genérico masculino «Iridosornis» se compone de las palabras griegas «iris»: arco iris, y «ornis»: pájaro; en referencia al colorido de las especies; y el nombre de la especie «porphyrocephalus» se compone de las palabras del griego  «porphureos»: púrpura, azul oscuro, y «kephalos»: cabeza.

### Taxonomía
La presente especie e Iridosornis analis ya fueron tratadas como conespecíficas. Los amplios estudios filogenéticos recientes demuestran que son especies hermanas. Es monotípica.